# 南学

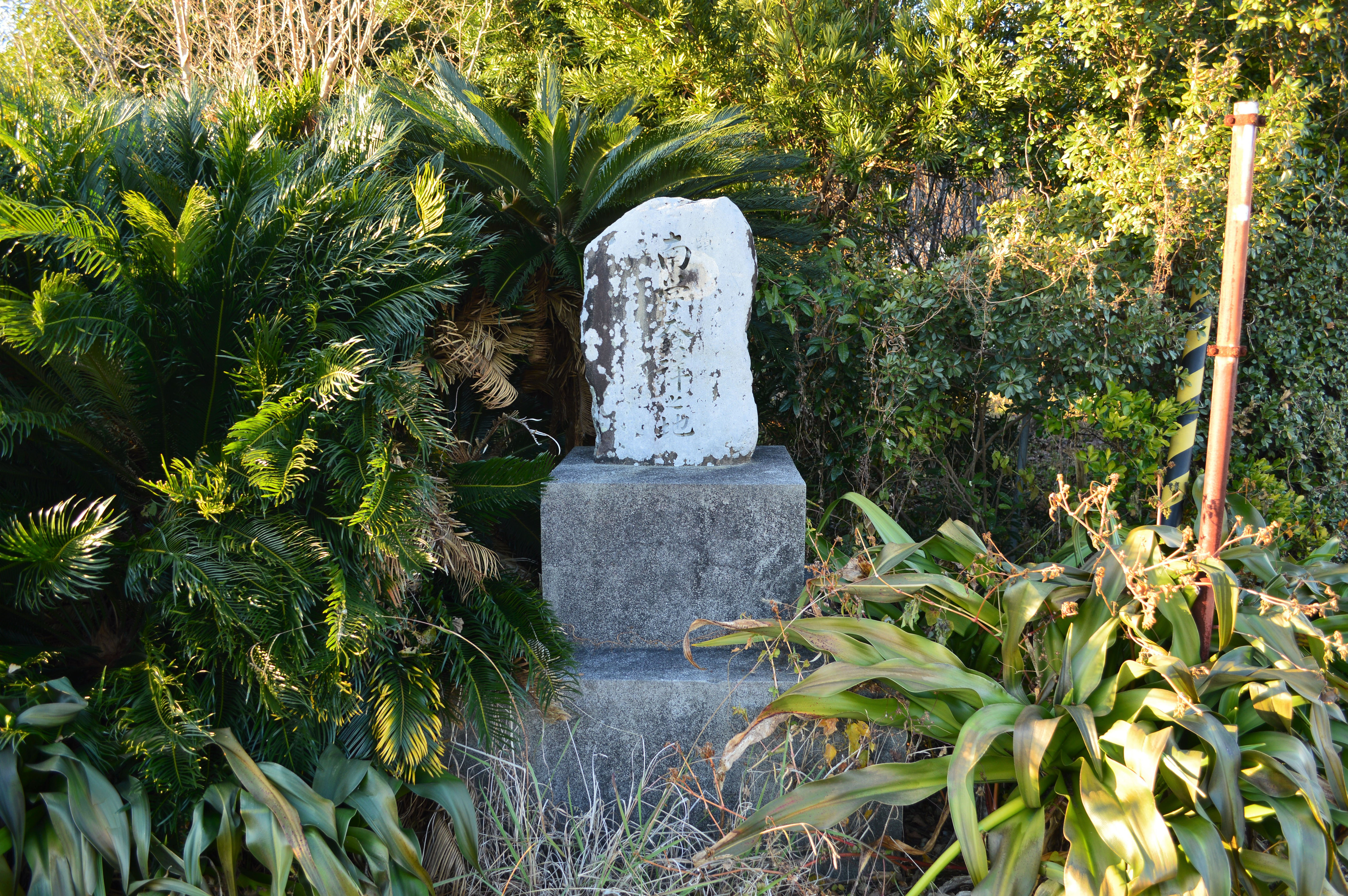
南学発祥之地碑（高知県高知市春野町弘岡中）

南学（なんがく）は、日本の土佐における朱子学の一派。土佐南学、海南学派とも呼ばれる。

## 歴史
戦国時代の天文年間、好学の領主であった吉良宣経によって儒者・南村梅軒が周防より招聘されて、土佐で四書五経など朱子学を講じたことが始まりとされる。宣経の他にも従弟の宣義、吸江庵の忍性、宗安寺の如渕、雪蹊寺の天質らに伝えられ、更に天質に学んだ谷時中が江戸時代初期に南学の学風を確立させた。時中の門人に野中兼山・小倉三省・山崎闇斎らがいたが途絶。闇斎の没後はその弟子浅見絅斎に師事した谷秦山が南学を復興させた。
南学は朱子学の単なる解釈学ではなく、義理名分と実践を重んじたものであり、土佐藩学の中心であった。
梅軒が宣経らに講義した講堂跡と伝承される高知県高知市の弘岡中薬師堂付近に、『南学発祥之地』の石碑が建つ。